# Jose Romeo Orquejo Lazo

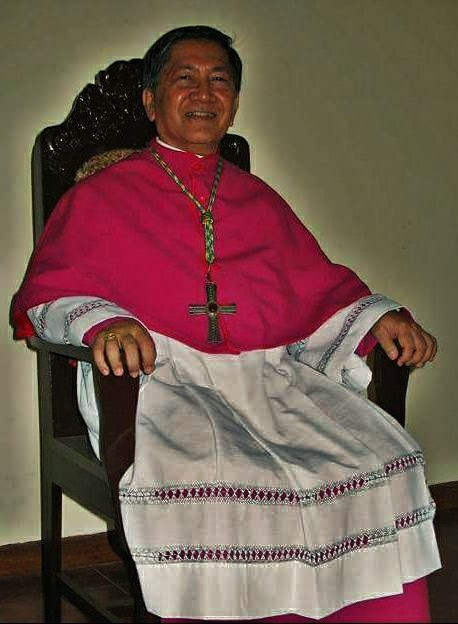
Jose Romeo Orquejo Lazo (2018)

Wappen von Jose Romeo Orquejo Lazo als Erzbischof von Jaro

Wappen von Jose Romeo Orquejo Lazo als Bischof von Kalibo

Jose Romeo Juanito Orquejo Lazo (* 23. Januar 1949 in San Jose, Antique) ist ein philippinischer Geistlicher und emeritierter römisch-katholischer Erzbischof von Jaro.

## Leben
Jose Romeo Orquejo Lazo wurde am 13. Februar 1949 in der Pfarrkirche St. Joseph in San Jose de Antique getauft. Er besuchte von 1955 bis 1961 die Grundschule an der St. Joseph Academy in Bugasong und von 1962 bis 1966 die weiterführende Schule an der San Jose Academy in San Jose de Antique. Anschließend studierte er Philosophie am Priesterseminar St. Peter in San Jose de Antique (1966–1971) sowie Katholische Theologie am regionalen Priesterseminar St. Francis Xavier in Davao City (1971–1973) und am regionalen Priesterseminar San Vicente Ferrer in Jaro (1974–1975). Am 1. April 1975 empfing er durch den Prälaten von San Jose de Antique, Cornelius de Wit MHM, das Sakrament der Priesterweihe für die Territorialprälatur San Jose de Antique (ab 1982: Bistum San Jose de Antique).
Nach der Priesterweihe war Lazo zunächst als Pfarrvikar und ab 1976 als Pfarrer in Dao tätig. Daneben absolvierte er Fortbildungskurse am East Asian Pastoral Institute (EAPI), das der Ateneo de Manila University angegliedert ist. Von 1978 bis 1981 war er Spiritual am Priesterseminar St. Peter in San Jose de Antique. Danach wirkte er von 1981 bis 1983 als Pfarrer der Pfarrei St. Peter in San Jose de Antique und von 1983 bis 1986 als Regens des Priesterseminars St. Peter, bevor er Pfarrer in Bugasong wurde. Von 1986 bis 1989 leitete Lazo das St. Anthony College in San Jose de Antique. Anschließend fungierte er als Generalvikar des Bistums San Jose de Antique und als Bischofsvikar für das zweite Plenarkonzil der Philippinen sowie als Rektor der Kathedrale St. Joseph the Worker in San Jose de Antique. 1996 belegte er im Rahmen eines Sabbatjahrs an der Jesuit School of Theology in Berkeley einige Kurse in angewandter Pastoraltheologie. Nach der Rückkehr in seine Heimat wirkte Lazo kurzzeitig als Pfarrer der Pfarrei San Vicente Ferrer in Pandan. Von 1997 bis 2003 gehörte er dem Rat für das Programm Assist der Philippinischen Bischofskonferenz an. Ab Oktober 2003 war er erneut Spiritual am Priesterseminar St. Peter in San Jose de Antique.
Am 15. November 2003 ernannte ihn Papst Johannes Paul II. zum Bischof von Kalibo. Der Apostolische Nuntius auf den Philippinen, Erzbischof Antonio Franco, spendete ihm am 29. Dezember desselben Jahres in der Kathedrale St. Joseph the Worker in San Jose de Antique die Bischofsweihe; Mitkonsekratoren waren der Erzbischof von Jaro, Angel Lagdameo, und der Bischof von Kidapawan, Romulo Tolentino de la Cruz. Lazo wählte den Wahlspruch Vobiscum ambulare („Mit dir gehen“). Die Amtseinführung erfolgte am 8. Januar 2004. Am 21. Juli 2009 bestellte ihn Papst Benedikt XVI. zum Bischof von San Jose de Antique.
Am 14. Februar 2018 ernannte ihn Papst Franziskus zum Erzbischof von Jaro. Die Amtseinführung fand am 17. April desselben Jahres statt.
In der Philippinischen Bischofskonferenz fungiert Lazo zudem seit 2023 als Vorsitzender der Kleruskommission, deren Vizepräsident er zuvor bereits von 2009 bis 2015 gewesen war. Darüber hinaus gehörte er den Kommissionen für die Berufungspastoral (2005–2013), für den Klerus (2005–2007 und 2015–2019), für die Priesterseminare (2013–2021) und für die Ökumene (2017–2019) an.
Am 2. Februar 2025 nahm Papst Franziskus das altersbedingte Rücktrittsgesuch von Jose Romeo Orquejo Lazo an.